# Nyugat-nílusi láz

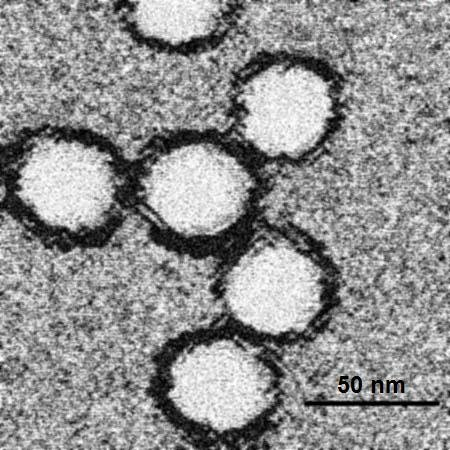
A betegséget okozó RNS-vírus

A nyugat-nílusi láz néven ismert vírusbetegséget a Nyugat-nílusi vírus okozza, amely szúnyogcsípéssel és vérrel terjed, zoonotikus állatról emberre terjedő betegség, a jelenlegi ismerteink szerint emberről-emberre nem vihető át néhány esetet kivéve, mint a transzplantáció, vérátömlesztés, vertikális átvitel (amikor a fertőződött anyák adják át utódjuknak). A betegség legfőbb hordozója és terjesztője az egyiptomi csípőszúnyog (Aedes aegipty), ez a szúnyog felelős többek között a Chikungunya-láz, valamint a Zika-vírus terjesztéséért is. 
A nyugat-nílusi láz tipikusan az a betegség, amelynek terjedésében a globális felmelegedésnek és a klímaváltozásnak nagy szerepe van. A megfertőződött emberek 80%-a nincs is tudatában, hogy elkapta a vírust, súlyosabb esetekben azonban, agyhártya-, agyvelőgyulladás is előfordulhat.
Korábban főleg Afrikában, Európa déli részein, a Közel-Keleten, Indiában és az Amerikai Egyesült Államokban észlelték, de mára már az egész világon elterjedt. 
Az ember mellett megfertőzheti a madarakat, lovakat és más emlősöket is.
A fertőzés fő időszaka júniustól novemberig tart, de a nyugat-nílusi vírus a fertőzött madarakban áttelelhet. A betegség ellen emberek számára még nincs védőoltás, a kisérleti vakcinák fejlesztés alatt állnak, ezért a megelőzés rendkívül fontos.

## Története
A kórokozó nyugat-nílusi vírust először 1937-ben azonosították Uganda nyugat-nílusi régiójában, majd újból kimutatták 1950-ben Egyiptomban, itt okozta az első nagyobb járványt. A globalizálódó világ egyik negatív mellékjelenségeként a vírus 1999-ben megjelent az Egyesült Államokban is, és terjedni kezdett az észak-amerikai kontinensen.

### Magyarországon
Magyarországon már az 1960-as évek vége óta jelen van, itt-ott minden évben fellobban, attól függően, hogy mennyi a szúnyog. 2012 augusztus végéig 4 esetet regisztráltak elszórtan az egész országban.[forrás?] A betegek nem egymást fertőzték meg, hanem szúnyogtól (vagy esetleg más állattól) kapták el a vírust. A fertőzés fő időszaka augusztustól egészen október elejéig tart, ameddig a kórokozó szúnyogok aktívak.
2017-ben az egész év folyamán 23 esetet derítettek fel.[forrás?]
2018-ban csak augusztus 3. és 9. között 13 esetet regisztráltak.[forrás?]

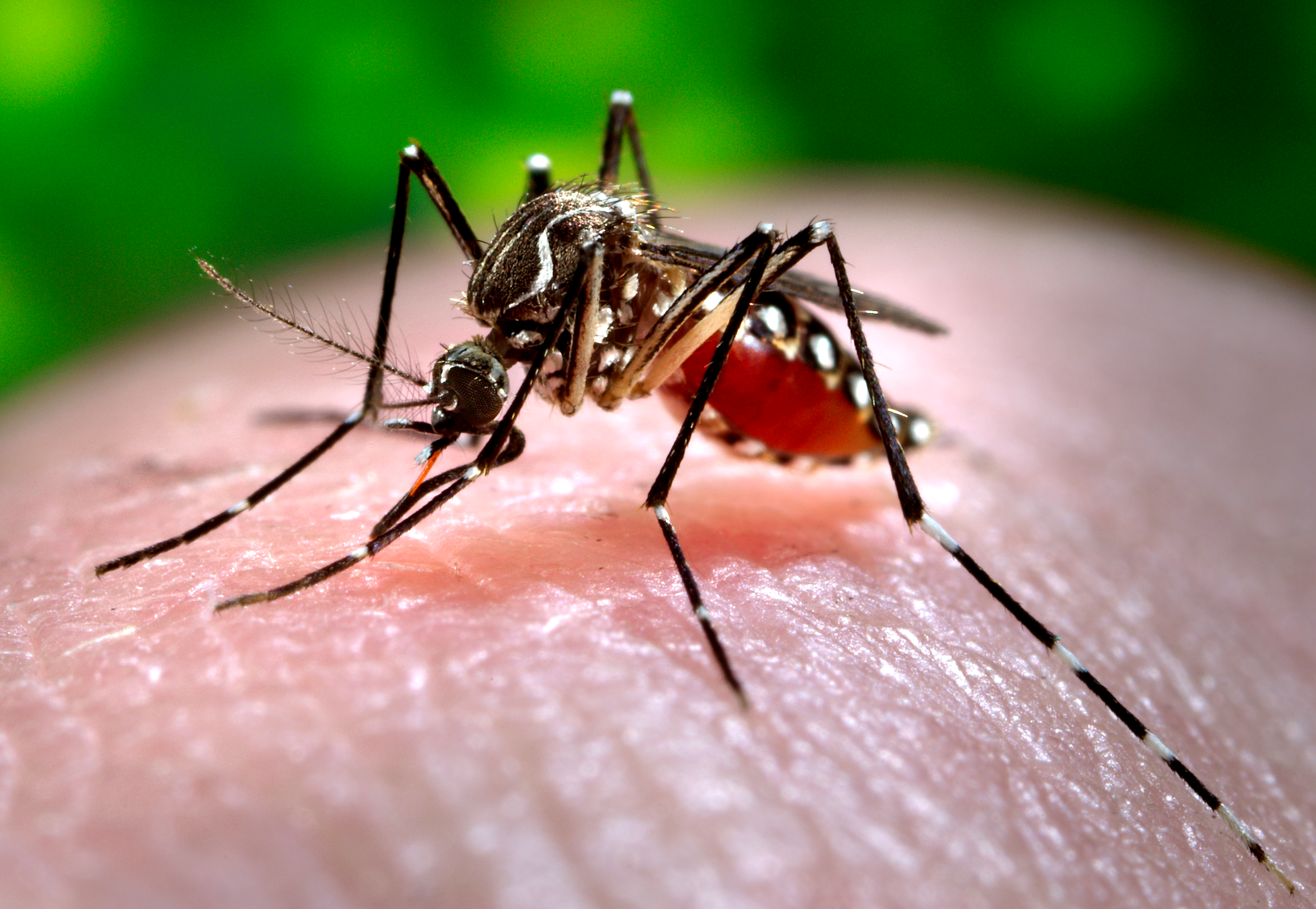
Aedes aegypti szúnyog

| Év   | Esetszám[forrás?] |
| ---- | ----------------- |
| 2004 | 3                 |
| 2005 | 0                 |
| 2006 | 1                 |
| 2007 | 4                 |
| 2008 | 19                |
| 2009 | 7                 |
| 2010 | 20                |
| 2011 | 4                 |
| 2012 | 18                |
| 2013 | 31                |
| 2014 | 11                |
| 2015 | 18                |
| 2016 | 44                |
| 2017 | 21                |

### Más európai országok
2013-ban Szerbiában alakult ki súlyos helyzet, amikor 238-an megbetegedtek és 32-en meghaltak.
2018. júniusában Csehországban is azonosították a vírust emberekben.
Olaszországban 2018-ban 72-en betegedtek meg.[forrás?]
Romániában 2018. május 2. és augusztus 8. között 23 megbetegedés történt. Szerbiában ezen a nyáron öten haltak meg és a megfertőzőttek száma a 70-et is meghaladta.

## Tünetek
A vírus leggyakrabban nem okoz tüneteket, vagy enyhe, influenzaszerű betegséget okoz. De a vírus életveszélyes betegségeket is okozhat.

### Embereknél
A lappangási időszak 3-6 nap. A fertőzés az esetek 80-85%-ában tünetmentesen, 10-20%-ában lázas betegségként zajlik le, a legtöbben nem is tudják, hogy nyugat-nílusi lázuk van, mert az influenzáéhoz hasonló tüneteket mutatnak.
Gyakoribb tünetei:
- láz
- fejfájás
- testi fájdalmak
- bőrkiütés a testtörzsön
- duzzadt nyirokmirigyek

A legtöbb fertőzött ember enyhe tünetekben szenved, és teljesen felépül. De az idősebbek és a gyenge immunrendszerűek nagyobb valószínűséggel kapnak súlyos betegséget a fertőzés miatt.
A megbetegedés súlyosabb formája leginkább az idősebb felnőtteket érinti. Akkor fordul elő, amikor a vírus átjut a vér-agy gáton, és a következőket okozhatja:
- Fejfájás
- Magas láz
- A nyak merevsége
- Csökkent tudat, extrém letargia és csökkent reakcióképesség a külső ingerekre (kábulat)
- Dezorientáció
- Kóma
- Remegés
- Görcsök
- Izomgyengeség
- Bénulás

Az esetek kevesebb, mint 1%-ában kóros agytörzsi elváltozások jelentkeznek: a vírus gerinc- és agyvelőgyulladást vagy agyhártyagyulladást okozhat, amely az orvostudomány jelenlegi eszközeivel nem gyógyítható és bénuláshoz, kómához vagy a halálhoz vezethet. Ritka szövődmény még a hepatitis, a hasnyálmirigygyulladás, és a szívizomgyulladás. A legveszélyeztetettebbek a fiatalok, az idősek és betegek, mert gyenge az immunrendszerük; náluk a fertőzés halállal is végződhet.

### Madaraknál
Madaraknál a betegség gyengeséget okozhaz, jellemző a hátraszegett fej. Egyes madárfajok, például a csirkék, úgy is megfertőződhetnek, hogy nem mutatják a betegség tüneteit. A legnagyobb pusztítás az amerikai varjak között történt.

### Lovak
Lovak esetében láz, izomrángások, az izmok merevsége, depresszió jelzi a megbetegedést.

## Diagnosztizálása, kezelése
Az egészségügyi szolgáltató vérvizsgálatot fog elrendelni a nyugat-nílusi vírus elleni antitestek ellenőrzésére. Lumbálpunkciót is végezhetnek a cerebrospinális folyadék fertőzés jeleinek vizsgálatára.
A kezelés függ az egyén tüneteitől, életkorától és általános egészségi állapotától.
A nyugat-nílusi vírussal összefüggő betegségekre nincs specifikus kezelés. Ha egy személy a betegség súlyosabb formáját, a nyugat-nílusi agyvelőgyulladást vagy agyhártyagyulladást kapja meg, a kezelés intenzív terápiát foglalhat magában, például:
- Kórházi tartózkodás
- IV (intravénás) folyadékok
- Lélegeztetőgép
- Egyéb fertőzések, például tüdőgyulladás vagy húgyúti fertőzések megelőzése
- Ápolási ellátás

Gyógyszer ellene nincs (2024).

## Szövődmények
A nyugat-nílusi vírus általában nem okoz tüneteket, szövődményeket, vagy csak enyhe, influenzaszerű tüneteket okoz. De a vírus életveszélyes betegségeket is okozhat, mint például:
- Agyvelőgyulladás (encephalitis)
- Agyhártyagyulladás (meningitis)
- Agyhártya- és agyvelőgyulladás (meningoencephalitis)

## Megelőzése
Az emberek esetében védőoltás nincs (2024). A legjobb ezért, ha igyekezünk elkerülni a fertőzést. Ennek legegyszerűbb módja a különböző szúnyogriasztók alkalmazása. 
A lovak esetében van védőoltás, amit a ló féléves korától már be lehet adni és évente meg kell ismételni.

## Egyéb
Aki a nyugat-nílusi lázzal fertőzött területen járt, utazása után (Magyarországon) még 30 napig nem adhat vért.